# Le Scarabée d'or (Gallimard)
Le Scarabée d'or est une collection de romans policiers et de romans à suspense fondée en 1936 aux éditions Gallimard. Elle constitue le prolongement des premières collections populaires, dans une présentation renouvelée, avec une maquette de Roger Parry.
Cette collection est arrêtée en 1941.
Vingt-huit titres ont été publiés.

## Présentation
Les livres de la série Le Scarabée d'or sont publiés sous couverture blanc cassé, titre en majuscules rouges et photo d'illustration dans un cercle dans la partie inférieure de l'ouvrage. Le format est de 118 × 185 mm.

## Les titres de la collection
| No        | Auteur               | Titre                                    | Titre original                      | Année de publication dans la collection |
| --------- | -------------------- | ---------------------------------------- | ----------------------------------- | --------------------------------------- |
| 001       | Collectif            | L'Amiral flottant                        | The Floating Amiral                 | 1936                                    |
| 002       | Erle Stanley Gardner | Perry Mason et la Jeune Fille boudeuse   | The Case of the Sulky Girl          | 1936                                    |
| 003       | Dashiell Hammett     | Le Faucon de Malte                       | The Maltese Falcon                  | 1936                                    |
| 004       | Oscar Ray            | Je suis innocent                         |                                     | 1936                                    |
| 005       | Stuart Palmer        | Un drame au collège                      | Murder on the Blackboard            | 1936                                    |
| 006       | Rex Stout            | Fer-de-lance                             | Fer-de-Lance                        | 1936                                    |
| 007       | Samuel A. Duse       | Stockholm, 42 rue des Hollandais         |                                     | 1936                                    |
| 008       | H. C. Sapper         | La Tour du temple                        | Temple Tower                        | 1936                                    |
| 009       | Francis Didelot      | Samson Clairval, aventurier              |                                     | 1936                                    |
| 010       | Hugh Austin          | De quatre à sept                         | Murder in Triplicate                | 1937                                    |
| 011       | George Dilnot        | Le Vol du Gigantic                       | The Great Mail Racket               | 1937                                    |
| 012       | Arno Alexander       | Les Deux Pendus                          |                                     | 1937                                    |
| 013       | Francis Didelot      | Samson Clairval contre le service secret |                                     | 1937                                    |
| 014       | H. C. Sapper         | La Bande noire                           | The Black Gang                      | 1937                                    |
| 015       | Alan Melville        | Le Meurtre du critique                   | Warning to Critics                  | 1937                                    |
| 016       | Noël Vindry          | Les Verres noirs                         |                                     | 1937                                    |
| 017       | Erle Stanley Gardner | La Nièce du somnambule                   | The Case of the Sleepwalker's Niece | 1937                                    |
| 018       | Heinrich L. Rumpf    | Les Sans-espoirs                         |                                     | 1938                                    |
| 019       | S.S. Van Dine        | Le Crime du casino                       | The Casino Murder                   | 1938                                    |
| 020       | Rex Stout            | La Bande élastique                       | The Rubber Band                     | 1938                                    |
| 021       | Erle Stanley Gardner | Le Mystère du chat                       | The Case of the Caretaker's Cat     | 1938                                    |
| 022       | David Hume           | Le Consortium du crime                   | The Crime Combine                   | 1938                                    |
| 023       | Kathleen Sproul      | Assassinat dans l'auto fermée            |                                     | 1939                                    |
| 024       | Erle Stanley Gardner | L'Évêque bègue                           | The Stuttering Bishop               | 1938                                    |
| 025       | S.S. Van Dine        | Un enlèvement                            | The Kidnap Murder Case              | 1938                                    |
| 026       | S.S. Van Dine        | La Mort au jardin                        | The Garden Murder Case              | 1938                                    |
| 026 (bis) | Rex Stout            | Les Compagnons de la Peur                | The League of frightened Men        | 1939                                    |
| 027       | Erle Stanley Gardner | Le Canari boiteux                        | The Case of the Lame Canary         | 1940                                    |
| 028       | James Hilton         | Meurtre à l'école                        |                                     | 1941                                    |